# Serrat de les Cases (la Torre de Cabdella)
El Serrat de les Cases és un serrat del terme municipal de la Torre de Cabdella, a la comarca del Pallars Jussà. Feia de termenal entre els antics termes de Mont-ros i de la Pobleta de Bellveí, fins a la fusió d'aquests municipis en el de la Torre de Cabdella.
Aquest serrat arrenca del mateix Flamisell, al lloc anomenat Rap, a 851,6 m. alt., i s'enfila cap al nord-est fent un arc de primer cap al nord i després tornant cap a l'est, fins que arriba als 1.445,4 m. alt., on hi ha un cim pelat dessota i al nord del qual es troba el bosc de Gramenet.
El Serrat de les Cases conté l'antic despoblat medieval de Puiforniu.